# فريدي ألفاريز (لاعب كرة قدم)
فريدي ألفاريز (بالإسبانية: Freddy Álvarez)‏ هو لاعب كرة قدم كوستاريكي في مركز wide midfielder ‏، ولد في 26 أبريل 1995 في نيكوجا في كوستاريكا. شارك مع منتخب كوستاريكا تحت 20 سنة لكرة القدم ومنتخب كوستاريكا تحت 23 سنة لكرة القدم. أما مع النوادي، فقد لعب مع ديبورتيفو سابريسا.

## وصلات خارجية
- فريدي ألفاريز (لاعب كرة قدم) على موقع قاعدة بيانات كرة القدم.إي يو (الإنجليزية)
- فريدي ألفاريز (لاعب كرة قدم) على موقع Soccerway.com (الإنجليزية)
- فريدي ألفاريز (لاعب كرة قدم) على موقع عالم كرة القدم.نت (الإنجليزية)